# Rainier III de Mònaco
Rainier Lluís Enric Maxenci Beltrà Grimaldi, (Montecarlo, 31 de maig de 1923 - Montecarlo, 6 d'abril de 2005) fou el príncep sobirà de Mònaco des del 12 d'abril de 1950, tot i que ja n'havia ocupat el tron ja com regent durant el regnat del seu avi, el príncep Lluís II. Es va casar amb l'actriu nord-americana Grace Kelly.

## Biografia
El príncep Rainier va ser fill de la princesa Carlota Luisa Julieta, duquessa de Valentinois (1898-1977) i del príncep Pierre de Polignac, comte de Polignac (1895-1964). Va rebre el títol hereditari i la successió al tron per la renúncia del seu avi el príncep Lluís II. Va accedir al tron el 1949, amb 26 anys. Va ser coronat el 12 d'abril de 1950, als 27 anys.
Aprofitant l'estada d'una companyia cinematogràfica a Mònaco, el príncep Ranier va conèixer a qui seria la seva esposa, Grace Kelly qui rodava una pel·lícula (Alta societat) per aquelles dates. Es va enamorar d'ella i la va seguir als EUA fins a establir un romanç després d'obtenir el consentiment dels seus pares.
El 18 d'abril de 1956 es va casar amb Grace Kelly, a partir de llavors SAS la princesa Gràcia Patricia Grimaldi (nascuda a Pennsilvània, Estats Units el 12 de novembre de 1929) de la qual envidua el 14 de setembre de 1982.
Els anys que van seguir al casament van ser de contínua felicitat per al príncep Rainier, a més, el principat va emergir econòmicament en establir franquícies d'impostos a magnats, naviliers i inversors en turisme, on la figura de la princesa Grace era un atractiu per visitar Mònaco. El principat llavors va començar a ser visitat per financistes i els negocis van fer florir el petit regne.
La parella va tenir tres fills:
- S.A.R. la princesa Carolina de Hannover (nascuda el 23 de gener de 1957).
- S.A.S. el príncep Albert II (nascut el 14 de març de 1958).
- S.A.S. la princesa Estefania (nascuda l'1 de febrer de 1965).

El 14 de setembre de 1982, la princesa Grace i la seva filla Estefania van patir un accident en un revolt d'una carretera de Mònaco, la princesa Grace patí danys severs i morí 24 hores després, la princesa Estefania en sortí il·lesa. Aquest va ser un cop dur per a Rainier qui mai es recuperaria d'aquesta sentida pèrdua i aniria allunyant-se gradualment de la societat per viure aïllat a palau cedint gradualment les funcions regents al seu fill Albert i les de representativitat a la princesa Carolina.

## Estudis i carrera militar
Es va educar a Anglaterra i Suïssa i va cursar estudis de ciències polítiques a París. Es va allistar a l'exèrcit francès com a tinent secundari i va participar amb aquesta unitat en les operacions per a la campanya d'Alsàcia durant la Segona Guerra Mundial. Va rebre la Creu de la Guerra i l'Estrella de Bronze. Va passar a tinent de la secció econòmica de la missió militar francesa a Berlín. El gener de 1947, Léon Blum, president del govern interí de la República francesa, li va conferir la legió militar del Cavaller de la Creu i d'Honor. A l'abril de 1949, el govern francès el va ascendir a capità i, al desembre de 1954, li concedeí el grau de coronel en l'exèrcit francès.

## La monarquia a Mònaco
Fins al 1910, el principat de Mònaco va viure sota un règim de monarquia absoluta. El 1911, el príncep Albert I va promulgar la primera constitució (modificada el 1917, confirmada el 1933 pel príncep Lluís II i reformada pel príncep Ranier III el 17 de desembre de 1962). El príncep Ranier, igual que els altres prínceps monegascos, van rebre el tractament de Sa Altesa Sereníssima.
En el primer capítol de la constitució s'indica que el responsable de l'autoritat és el Príncep Sobirà. La constitució de 1962 també indica que la successió al tron passa als descendents directes i legítims del Príncep Sobirà sota principi de primogenitura. Els descendents masculins prenen precedència sobre descendents femenins del mateix grau de parentiu.
Va morir quan estava a punt de complir 82 anys i va ser succeït pel seu fill Albert II de Mònaco. Dins de les curiositats, la seva mort, va coincidir en diferència de dies, amb la del Papa Joan Pau II, ocorreguda 4 dies abans.

## Guardons
Orde Olímpic d'or